# Gøran Sørloth
Gøran Sørloth, född 16 juli 1962 i Kristiansund, är en norsk före detta fotbollsspelare. Sørloth var en av norsk fotbolls farligaste anfallare i slutet av 1980-talet och början av 1990-talet. I Eliteserien gjorde han 74 mål i 174 matcher för Rosenborg Ballklub och blev ligamästare fem gånger. Han spelade också 55 A-landsmatcher och gjorde 15 landslagsmål.
Som en fjärdedivisionsspelare för Rissa blev han en del av juniorlandslaget 1979, vilket gjorde honom till den första landslagsspelaren någonsin från Fosen. Samma år tränade han flera gånger med Rosenborg som var intresserat av att ta honom över fjorden till Trondheim. Sørloth spelade också säsongen 1980 i femte divisionen för Rissa innan han åkte till Strindheim 1981. Under den nya tränaren Tore Lindseths ledning blev Sørloth en del av Strindheims resa från 3:e divisionen till toppdivision. Med Sørloth i topp gjorde Strindheim ett bra resultat på våren, men avslutade lagets första säsong på toppnivå med nedflyttning.
Innan säsongen 1985 lämnade Sørloth Strindheim till förmån för Trøndelags huvudstad Rosenborg. I en vänskapsmatch mot Sverige den 22 maj 1985 gjorde han sin A-landslagsdebut som ersättare. 1989 hade han en misslyckad vistelse i den tyska klubben Borussia Mönchengladbach. Trots att han undertecknade ett tvåårigt kontrakt med Bundesligaklubben den 27 april 1989 hade han bara fem mållösa Bundesliga-matcher mot slutet av säsongen 1988/89 innan han återvände till Rosenborg. Redan den 2 juli 1989 var han tillbaka på Lerkendal i RBK-dräkten i hemmaförlust mot Vålerenga. I november 1989 provspelade Sørloth med sin engelska favoritklubb Leeds, utan att det ledde till ett erbjudande om ett kontrakt. Hans andra utlandsvistelse gick till den turkiska klubben Bursaspor under perioden 1993–1994. Efter denna vistelse återvände han till Norge och avslutade sin karriär i Viking FK.
Sørloth var en del av Norges VM-trupp 1994 och spelade en match i slutspelet. Detta skulle också visa sig vara hans sista landskamp.
Flera gånger utsågs han av sportjournalister som Norges bästa anfallare. Sørloths moderklubb är Rissa Idrettslag.
Efter sin fotbollskarriär har Sørloth arbetat i ett antal år som travkommentator för tv. Sørloth har varit med i TV-programmet Mesternes Mester som visades på NRK.
Han är pappa till fotbollsspelaren Alexander Sørloth.

## Spelarkarriär
| Säsong  | Klubb                    | Land     | Nivå | Serie       | Matcher | Mål |
| ------- | ------------------------ | -------- | ---- | ----------- | ------- | --- |
| 1979    | Rissa                    | Norge    | 4    | 4. divisjon |         |     |
| 1980    | Rissa                    | Norge    | 5    | 5. divisjon |         |     |
| 1981    | Rissa                    | Norge    | 3    | 3. divisjon |         |     |
| 1982    | Strindheim               | Norge    | 3    | 3. divisjon |         |     |
| 1983    | Strindheim               | Norge    | 2    | 2. divisjon |         |     |
| 1984    | Strindheim               | Norge    | 1    | 1. divisjon |         |     |
| 1985    | Rosenborg                | Norge    | 1    | 1. divisjon | 20      | 10  |
| 1986    | Rosenborg                | Norge    | 1    | 1. divisjon | 20      | 3   |
| 1987    | Rosenborg                | Norge    | 1    | 1. divisjon | 22      | 7   |
| 1988    | Rosenborg                | Norge    | 1    | 1. divisjon | 21      | 10  |
| 1988/89 | Borussia Mönchengladbach | Tyskland | 1    | Bundesliga  | 5       | 0   |
| 1989    | Rosenborg                | Norge    | 1    | 1. divisjon | 13      | 8   |
| 1990    | Rosenborg                | Norge    | 1    | Eliteserien | 21      | 8   |
| 1991    | Rosenborg                | Norge    | 1    | Eliteserien | 22      | 9   |
| 1992    | Rosenborg                | Norge    | 1    | Eliteserien | 22      | 12  |
| 1993    | Rosenborg                | Norge    | 1    | Eliteserien | 13      | 7   |
| 1993/94 | Bursaspor                | Turkiet  | 1    | Süper Lig   | 24      | 4   |
| 1994    | Viking                   | Norge    | 1    | Eliteserien | 11      | 2   |
| 1995    | Viking                   | Norge    | 1    | Eliteserien | 23      | 5   |